# 拉斐尔·莫内欧
何塞·拉斐爾·莫內歐·巴列斯（西班牙語：José Rafael Moneo Vallés，1937年5月9日—），西班牙建築師。於1996年獲得普立茲克建築獎、2003年獲得皇家金獎，並於2021年榮獲威尼斯建築雙年展金獅獎。

## 生平
莫内欧出生于西班牙图德拉，曾就讀于马德里理工大学，并于 1961 年取得建築學學位。
莫内欧设计了位於美國韦尔斯利学院的戴维斯艺术博物馆（Davis Art Museum）和休斯顿美术馆的奧黛麗瓊斯貝克大樓（Audrey Jones Beck Building）。他亦為罗德岛设计学院設計了查斯中心（Chace Center） 。莫内欧的最新作品包括佩雷茨曼－斯卡利樓（Peretsman–Scully Hall）以及普林斯顿神经科学研究所（Princeton Neuroscience Institute）。这两栋於2013年12月啟用的建築為普林斯頓大學心理學與神經科學所在地。
2012年，莫内欧獲頒阿斯图里亚斯亲王奖。評審團讚譽他為「一位具有世界視野的西班牙建築師，其作品以沉靜而細緻的風格豐富了城市空間。他在學術與實務領域皆享有盛譽，並於每件作品中留下獨特印記，兼具美學與功能性，尤其是其寬敞明亮的室內空間，堪為文化與精神偉業的完美載體，是一種獨樹一幟的當代建築形式 。」
莫內歐的作品曾多次展出於國際展覽，其中包括「拉斐爾·莫內歐：來自建築實踐的理論反思」（Rafael Moneo. A Theoretical Reflection from the Profession），該展覽由其門生弗朗西斯科·岡薩雷斯·德·卡納萊斯（Francisco González de Canales）策展。

## 作品

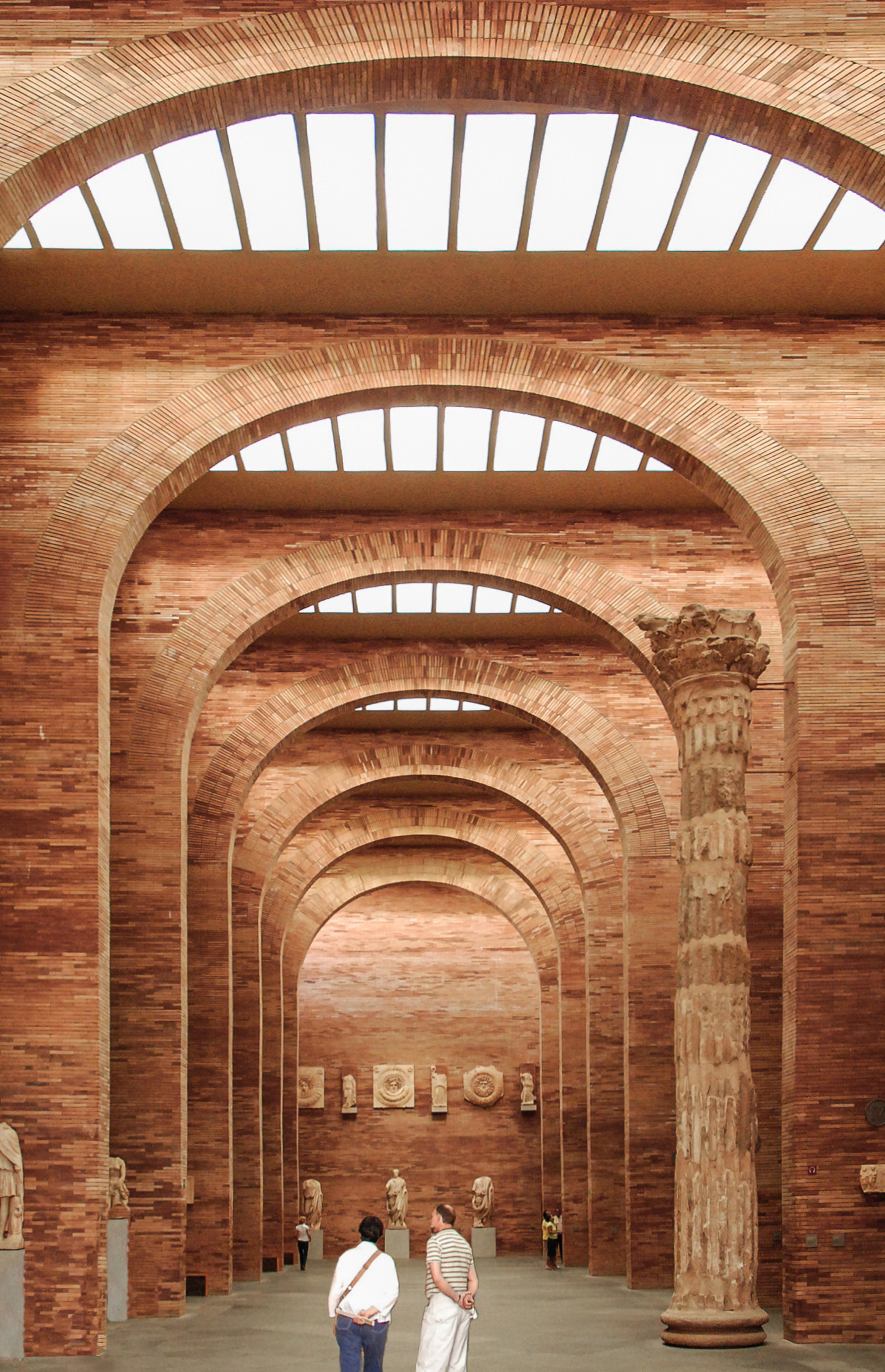
羅馬藝術國家博物館，梅里達
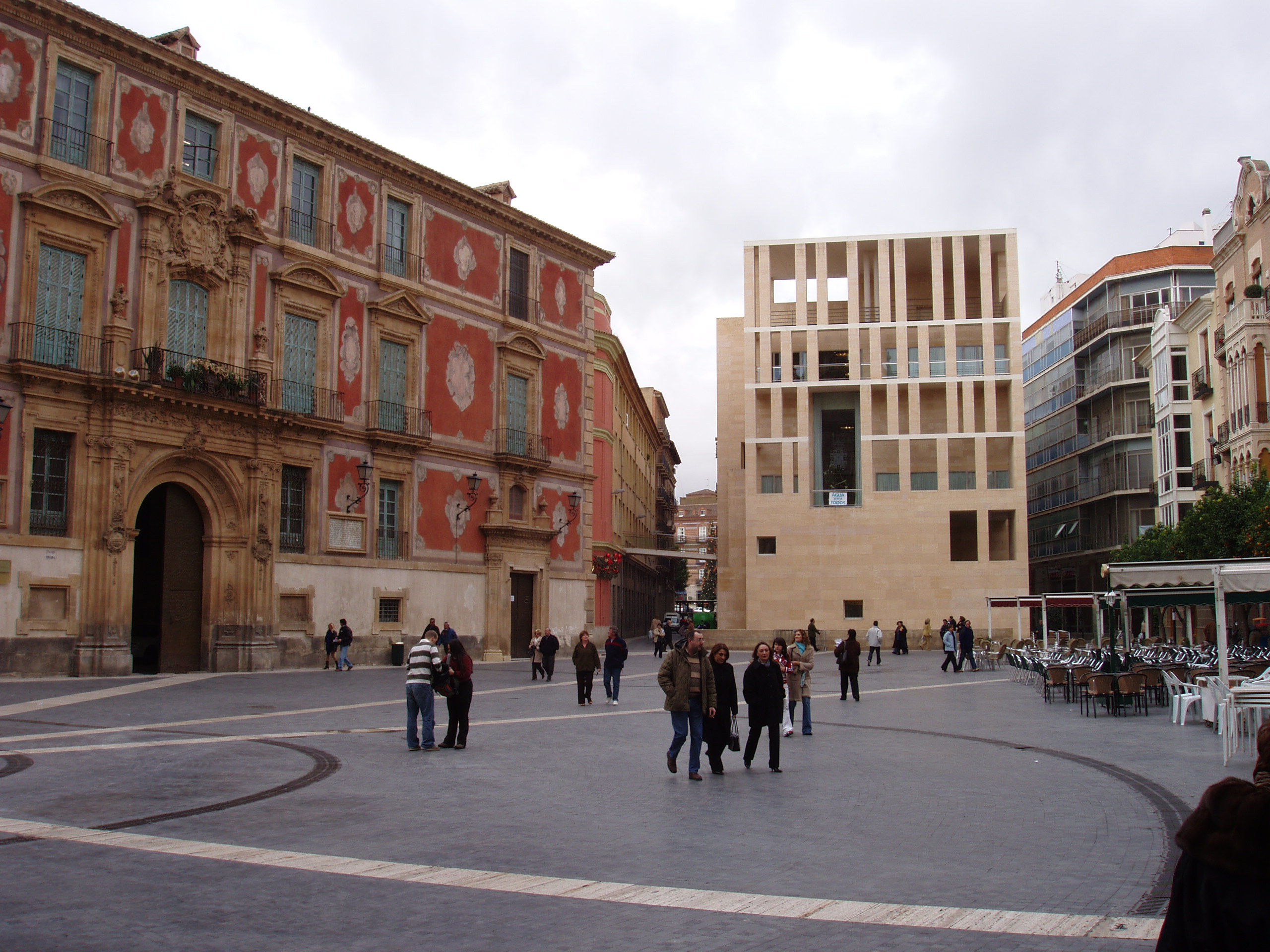
卡德納爾貝魯加廣場市政廳，穆爾西亞
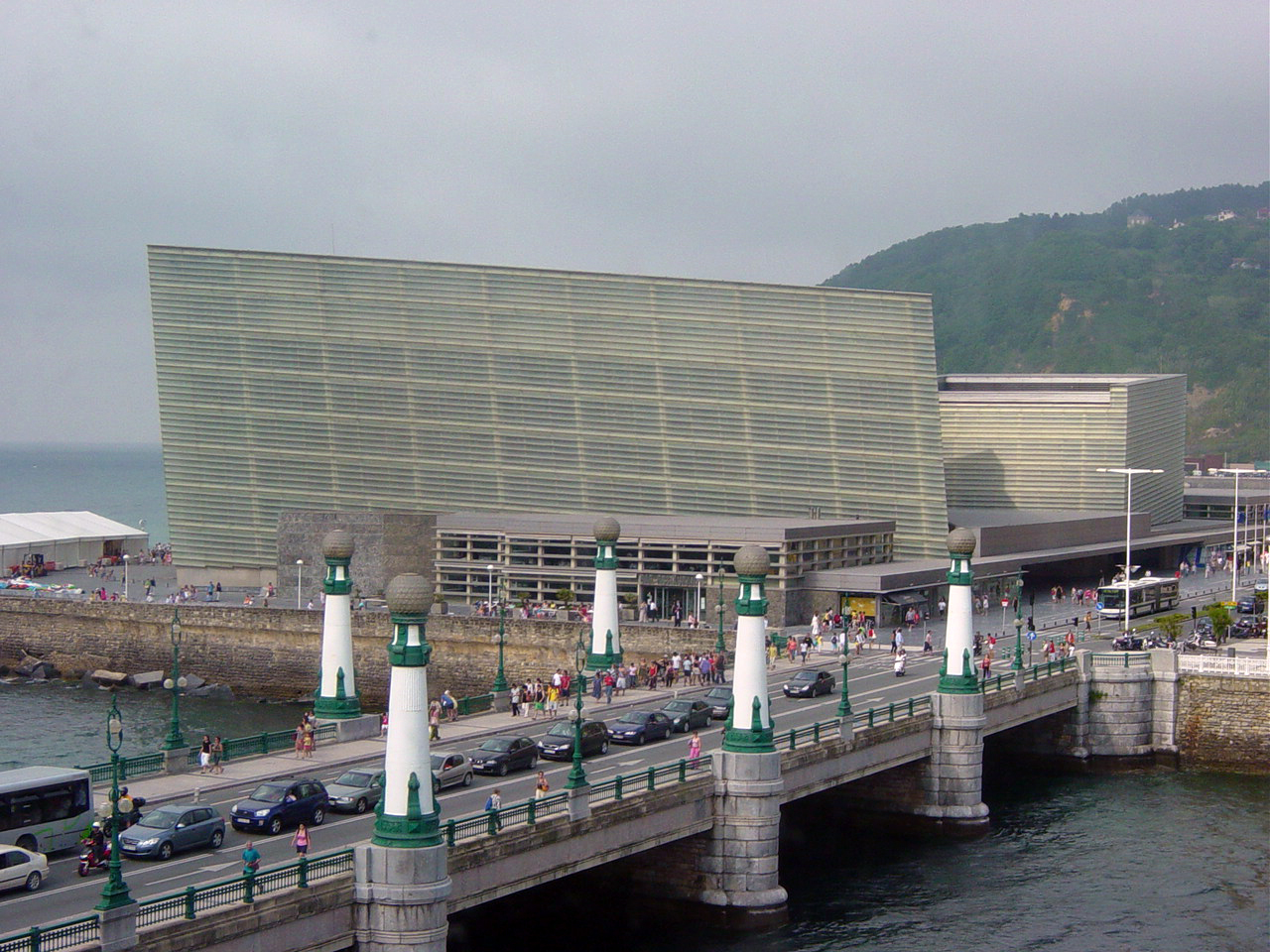
庫薩爾會議中心和禮堂（英语：Kursaal Palace），聖塞巴斯提安
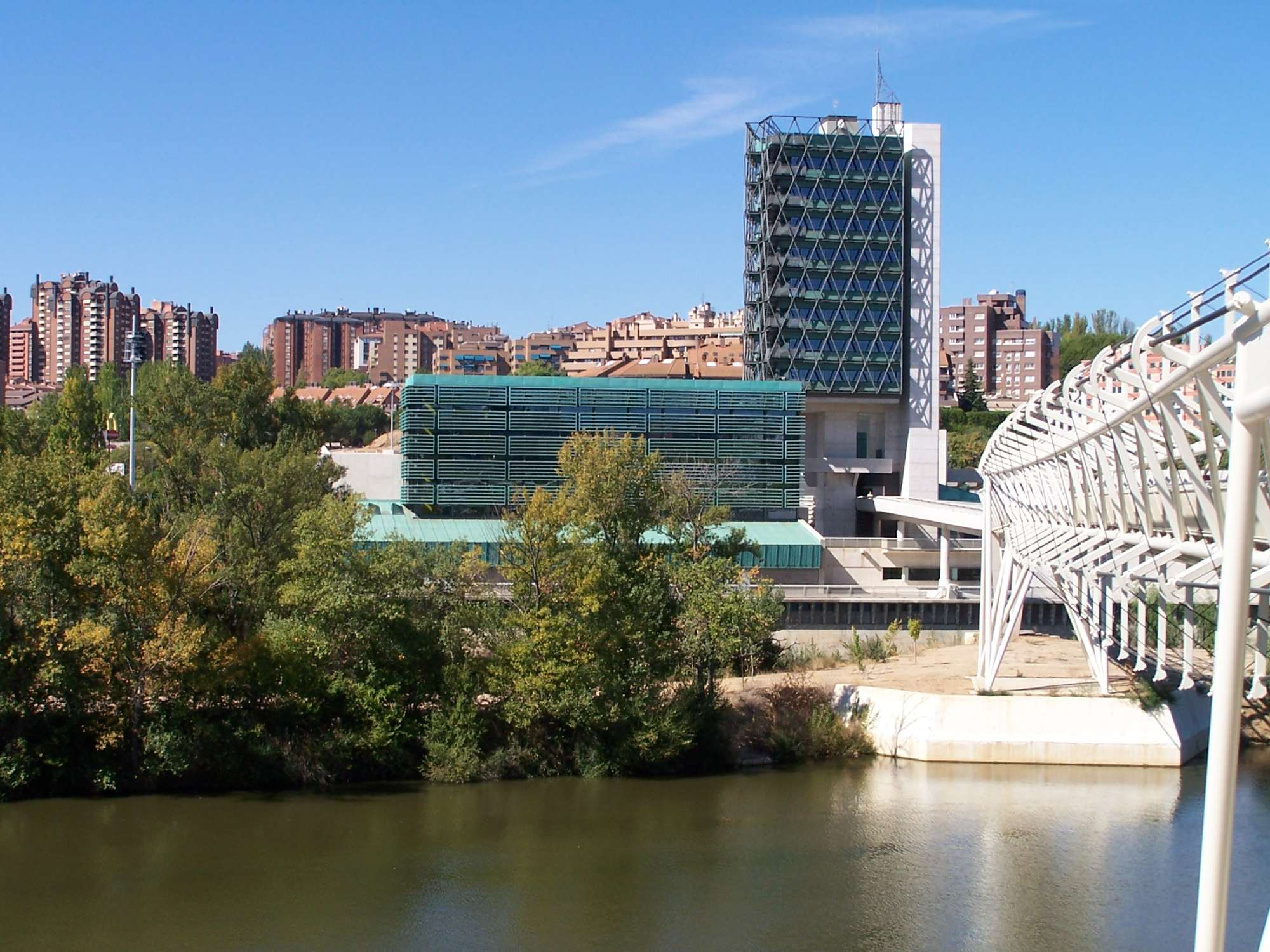
巴利亚多利德科学馆（英语：Valladolid Science Museum），巴利亚多利德
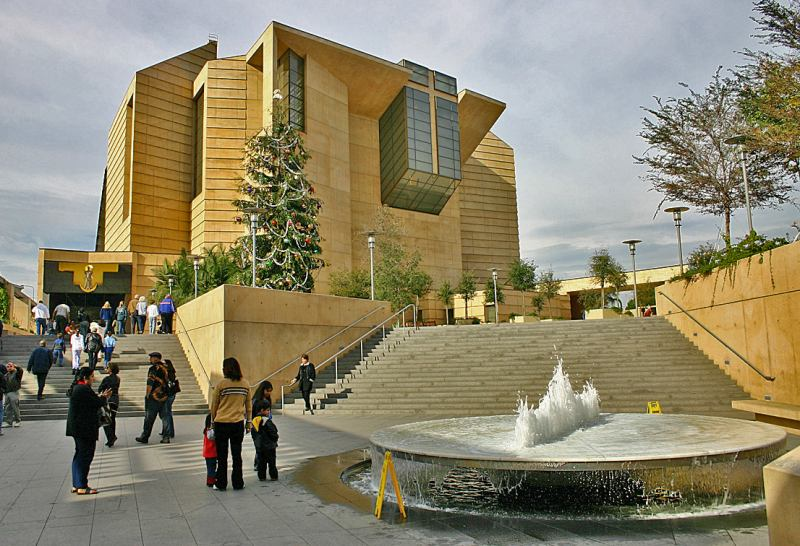
天使之后主教座堂，洛杉磯
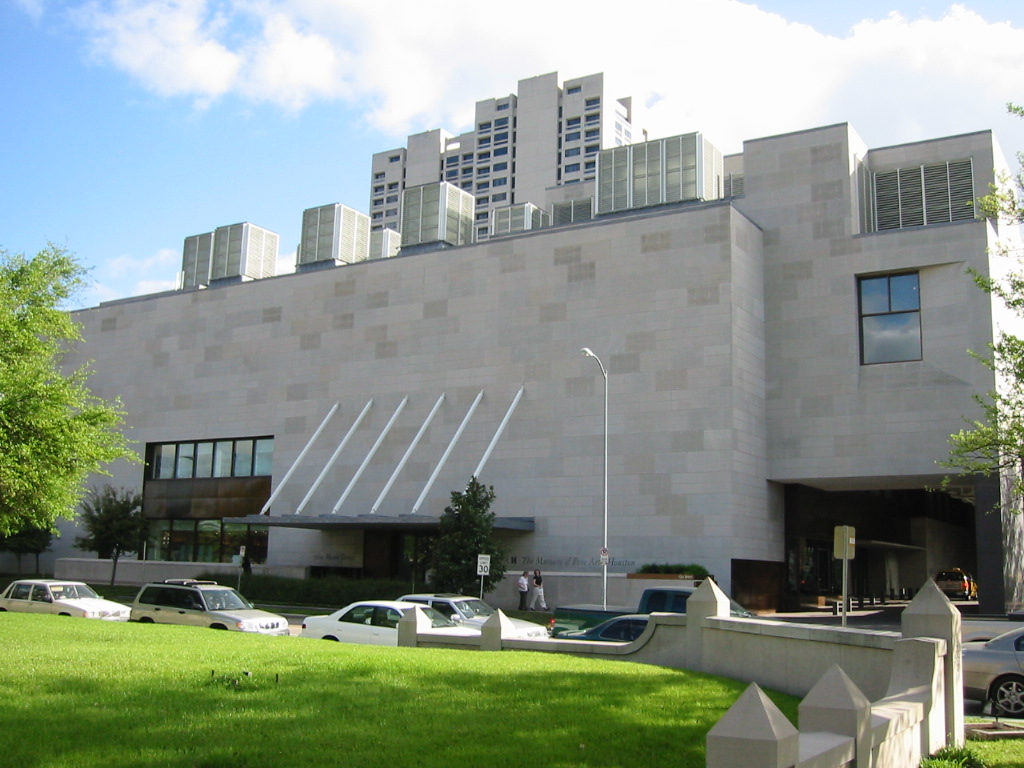
奧黛麗·瓊斯·貝克大樓，休士頓美術館，休士頓
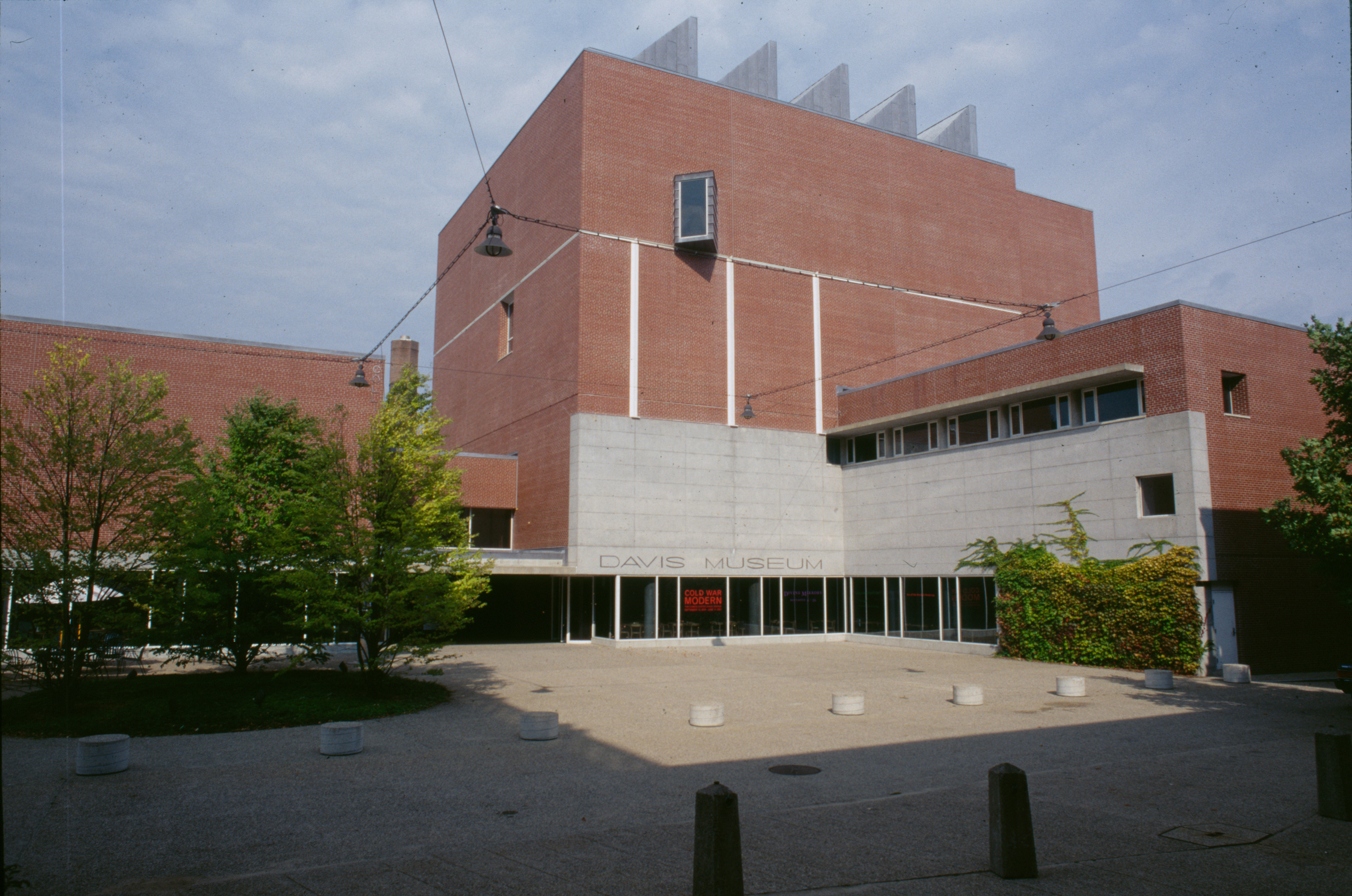
戴維斯博物館和文化中心（英语：Davis Museum and Cultural Center at Wellesley College），波士顿

## 外部連結
- Architectural renderings of the Chace Center （页面存档备份，存于） (early stages of design)
- Children's Hospital of Madrid
- Harvard University Laboratory for Integrated Science and Engineering
- The Moneo Gallery: Works of José Rafael Moneo Vallés
- "Prado museum unveils spacious new extension" (2 April 2007)
- Pritzker Architecture Prize Laureate
- Short biography at www.greatbuildings.com （页面存档备份，存于）